# 帕索-德洛斯托羅斯
帕索-德洛斯托羅斯是烏拉圭的城市，由塔夸倫博省負責管轄，位於該國中部，距離首府塔夸倫博140公里，始建於1903年，面積4.66平方公里，海拔高度43米，2004年人口13,459。1920年，乌拉圭知名作家马里奥·贝内德蒂生于此地。